# Drapeau de Sercq

Drapeau de l'île de Sercq.

Le drapeau de Sercq est l'étendard officiel de l'île de Sercq.

## Description
Le drapeau montre une croix de saint Georges rouge sur un fond blanc avec deux léopards d'or sur fond rouge (le drapeau historique de la Normandie) dans la partie rouge située en haut à gauche (et débordant sur la croix).

## Historique
Il a été conçu en 1938 par Herbert Pitt et adoptée la même année. Il a d'abord servi comme drapeau personnel du seigneur féodal de l'île (la Dame de Sercq).
Sa fonction officielle fut généralisée avec le successeur de la Dame de Sercq, son petit-fils John Michael Beaumont lors de son utilisation à l'occasion de la rencontre sportive internationale d'Islande en 1987.
Le drapeau a été ajouté aux émojis dans la norme unicode 16.0 en septembre 2024. L'implémentation dans les différents systèmes d'exploitations devrait avoir lieu progressivement courant 2025.

## Composition du drapeau de Sercq

Le drapeau de l'île de Sercq, une association de ceux de l'Angleterre et de la Normandie
Drapeau de l'Angleterre
Drapeau de la Normandie